# Channa
Channa – rodzaj drapieżnych ryb okoniokształtnych z rodziny żmijogłowowatych (Channidae). Mniejsze gatunki są hodowane w akwariach.

## Występowanie
Afryka, z wyjątkiem terenów pustynnych, południowa Azja od Afganistanu po Nową Gwineę (bez Australii) na wschodzie po Japonię, a na południe po Madagaskar.

## Klasyfikacja
Gatunki zaliczane do tego rodzaju:
| - Channa amphibeus - Channa andrao - Channa argus - Channa asiatica - Channa aurantimaculata - Channa aurantipectoralis - Channa bankanensis - Channa baramensis - Channa barca - Channa bleheri - Channa brunnea - Channa burmanica - Channa cyanospilos - Channa diplogramma - Channa gachua - Channa harcourtbutleri - Channa hoaluensis - Channa longistomata - Channa lucius - Channa maculata - Channa marulioides | - Channa marulius - Channa melanoptera - Channa melanostigma - Channa melasoma - Channa micropeltes - Chanda nama - Channa ninhbinhensis - Channa nox - Channa orientalis - Channa ornatipinnis - Channa panaw - Channa pardalis - Channa pleurophthalma - Channa pomanensis - Channa pulchra - Channa punctata - Channa rara - Channa shingon - Channa stewartii - Channa stiktos - Channa striata – żmijogłów indyjski, żmijogłów paskowany, żmijogłów pręgowany |

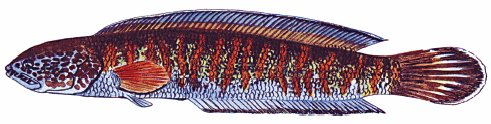
Channa amphibeus
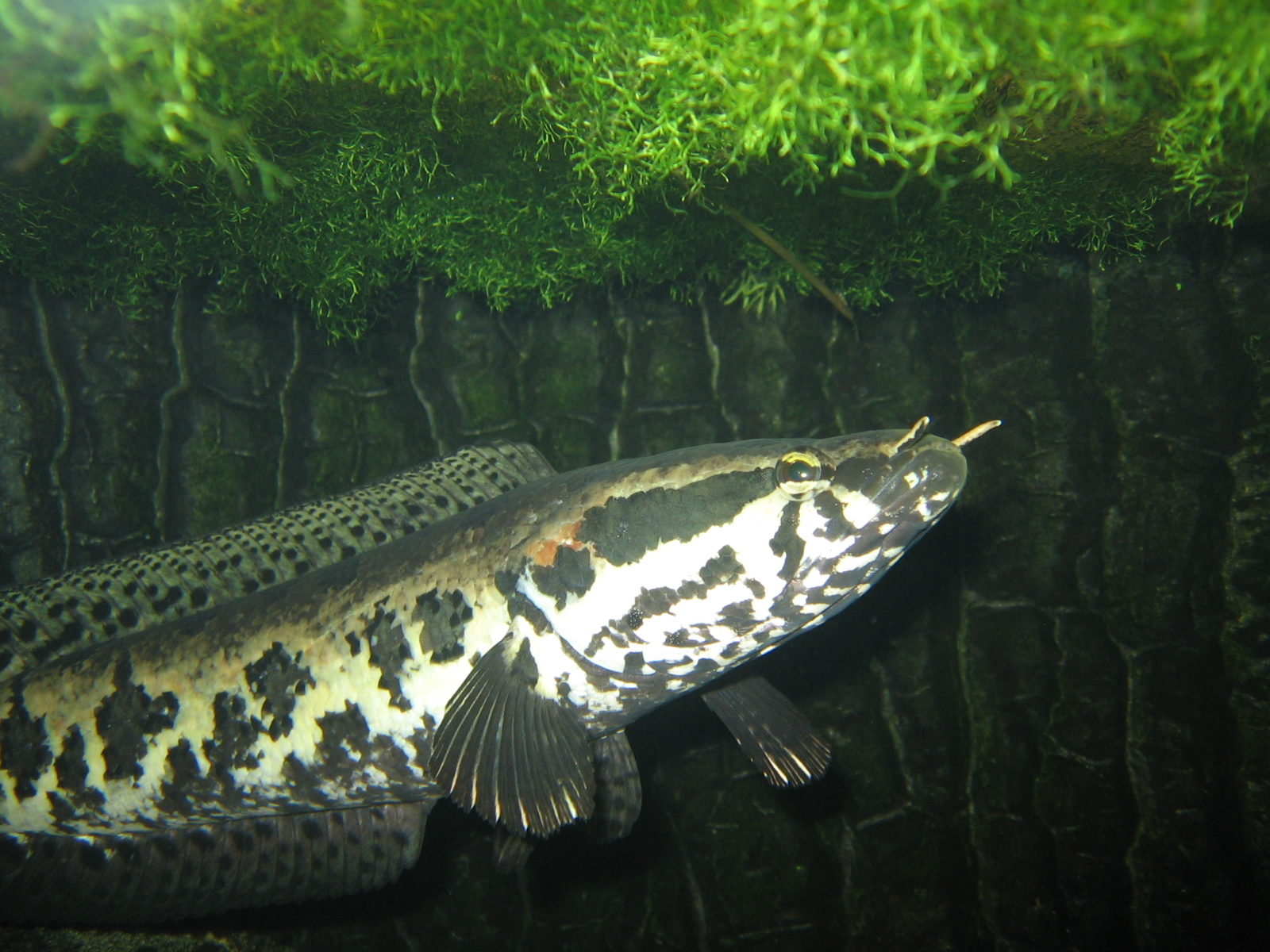
Channa asiatica
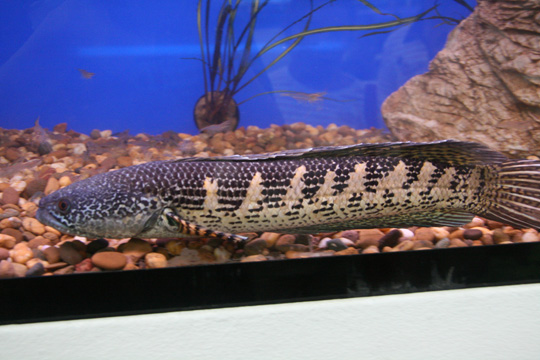
Channa aurantimaculata
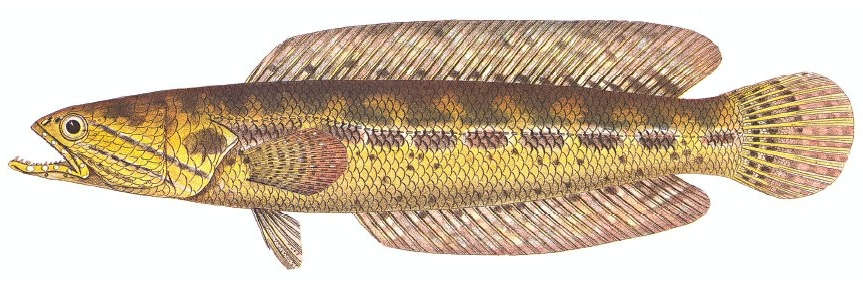
Channa bankanensis
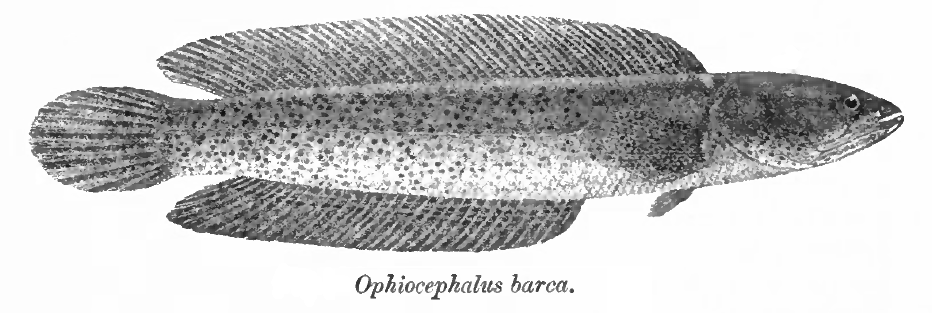
Channa barca
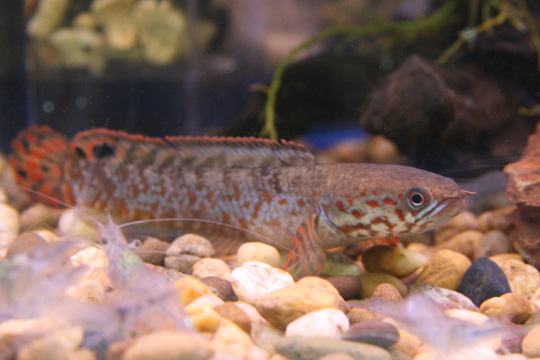
Channa bleheri
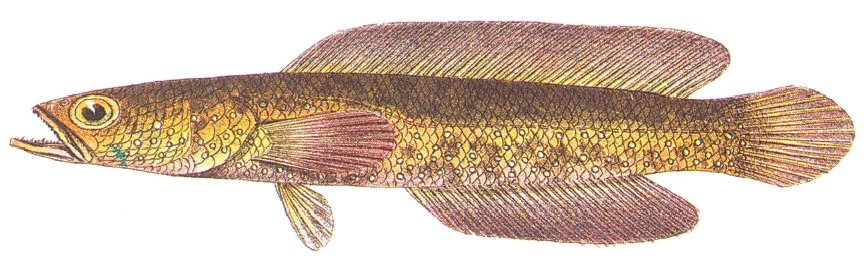
Channa cyanospilos
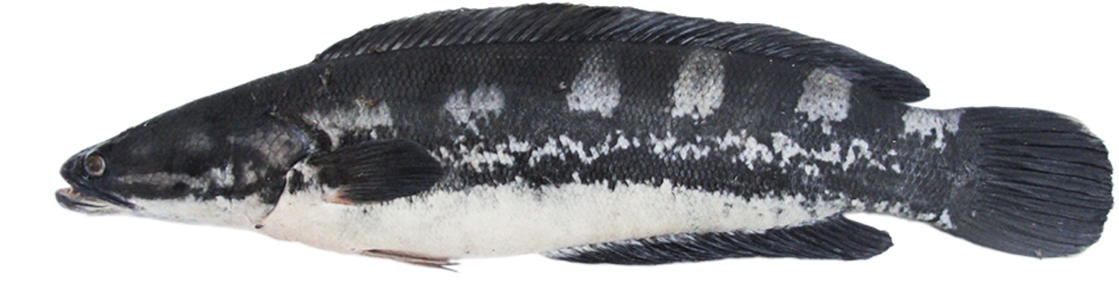
Channa diplogramma
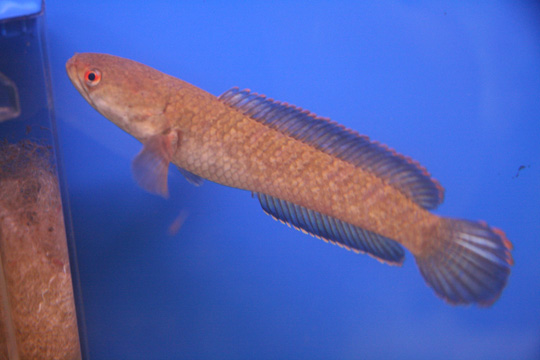
Channa gachua
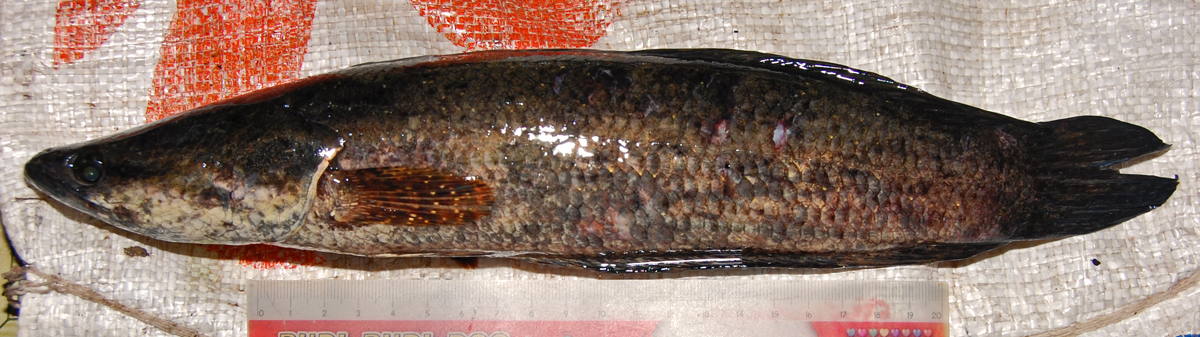
Channa lucius
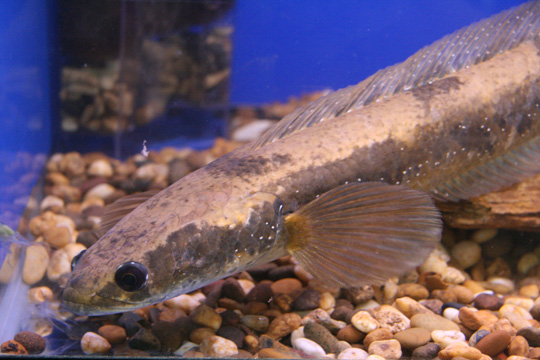
Channa marulius
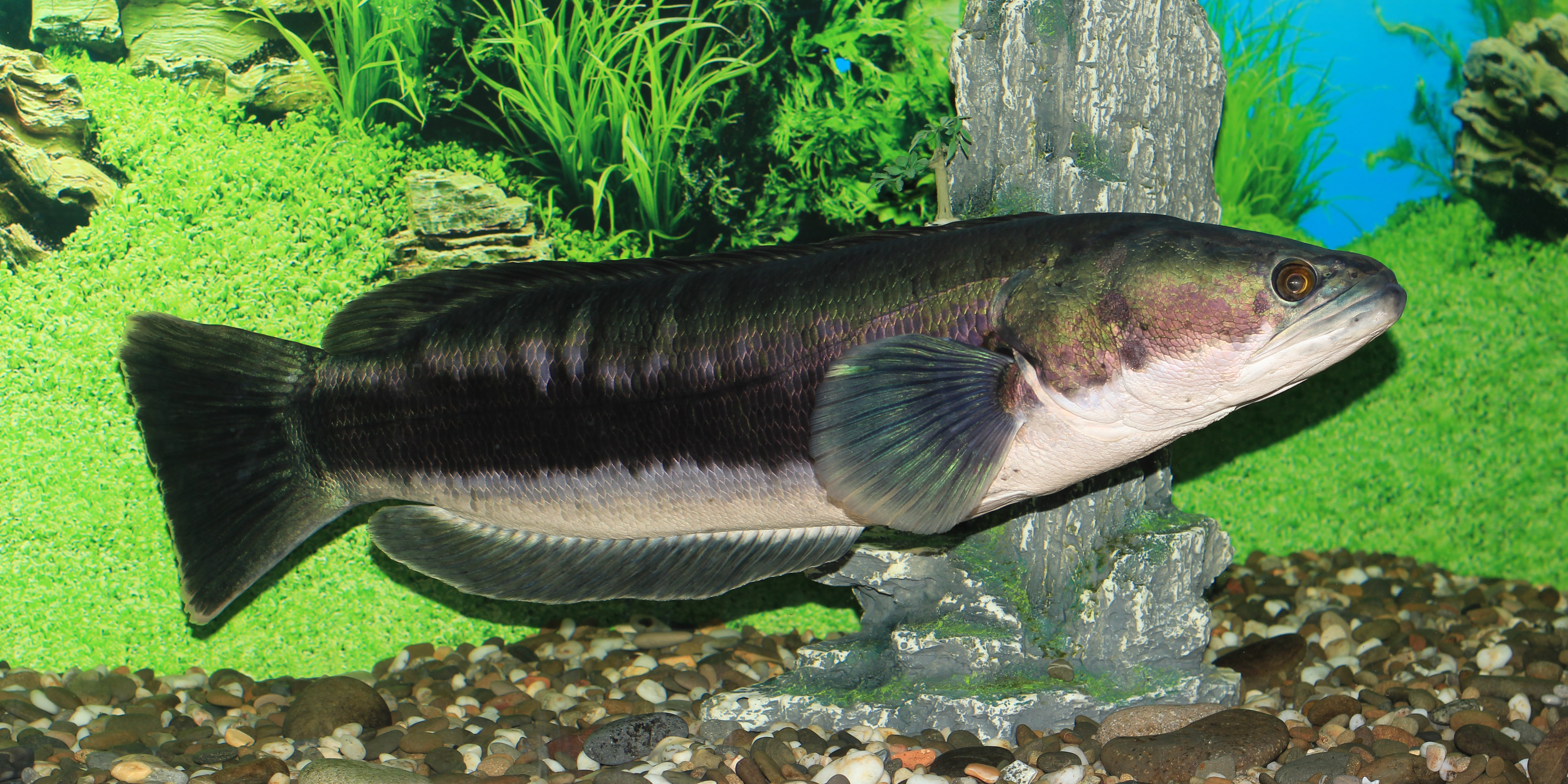
Channa micropeltes
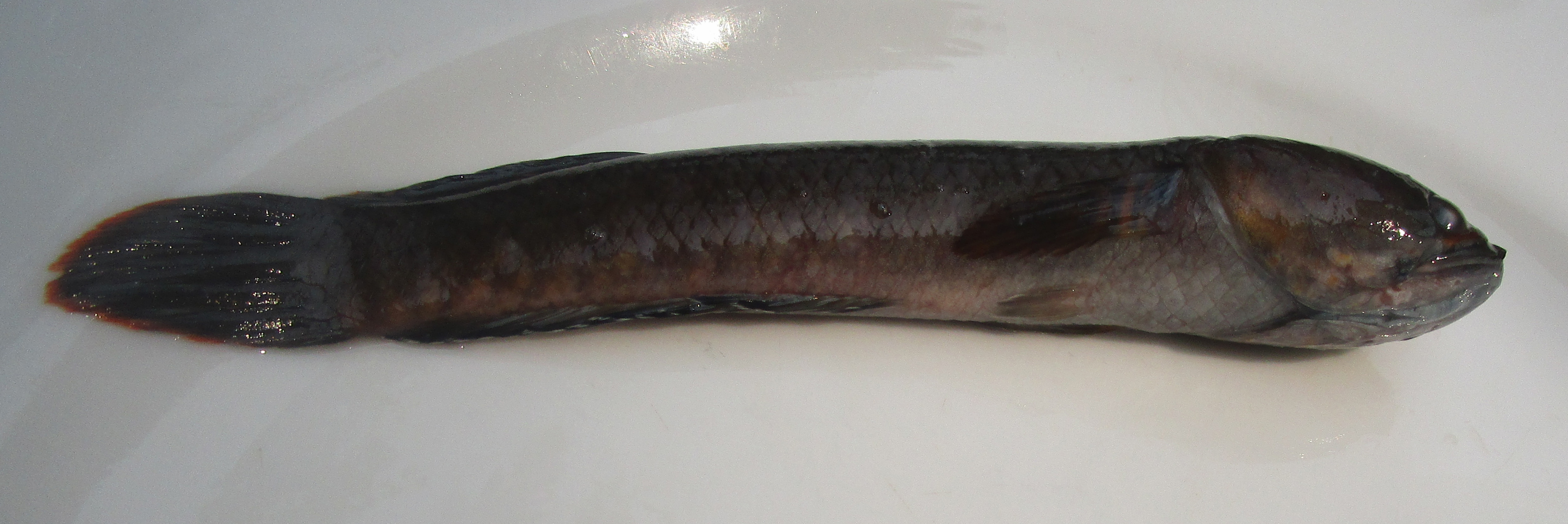
Channa orientalis
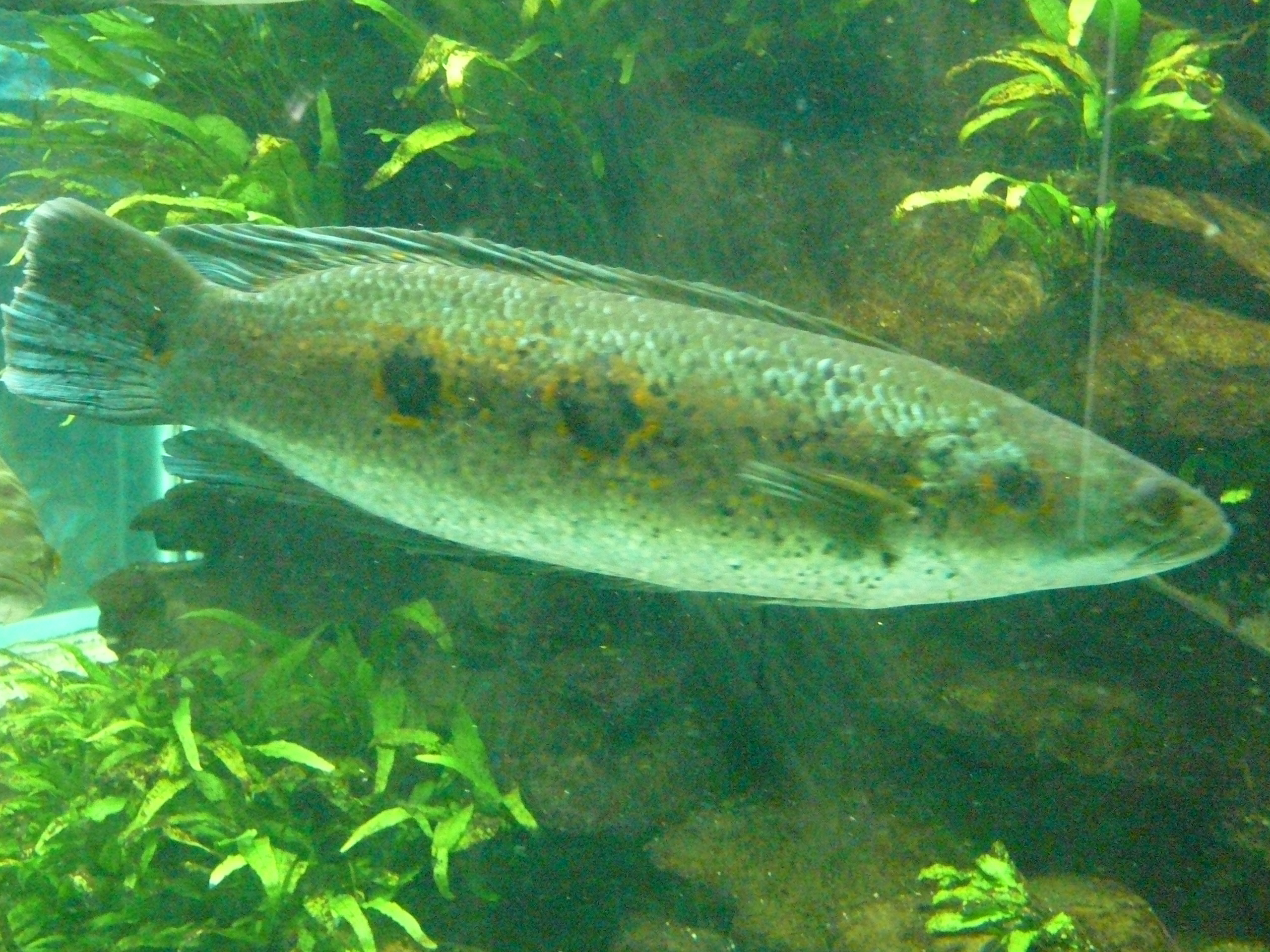
Channa pleurophthalma
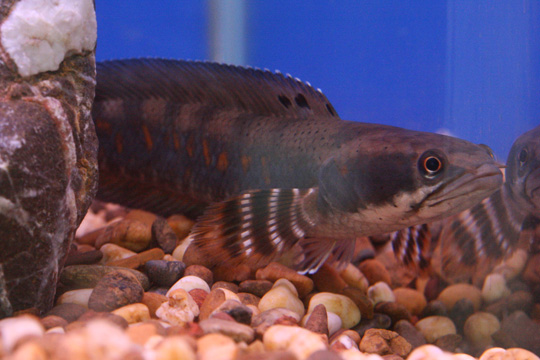
Channa pulchra
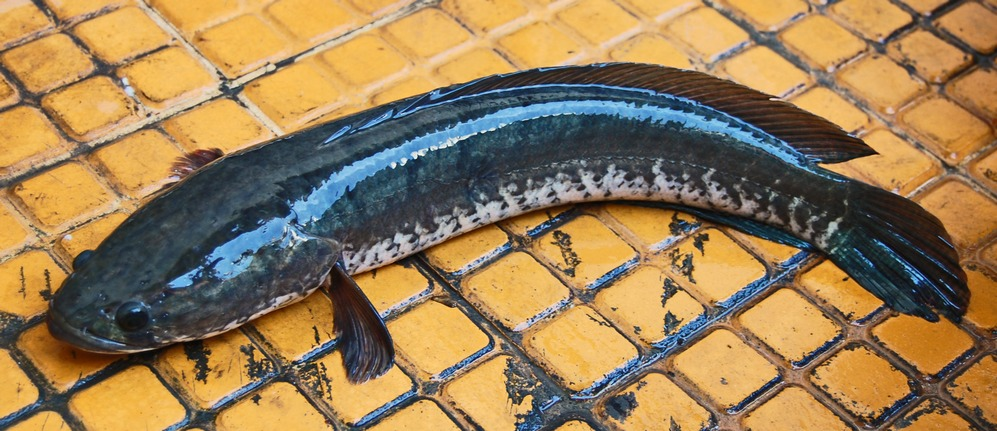
Channa striata